# Tecnología de unión

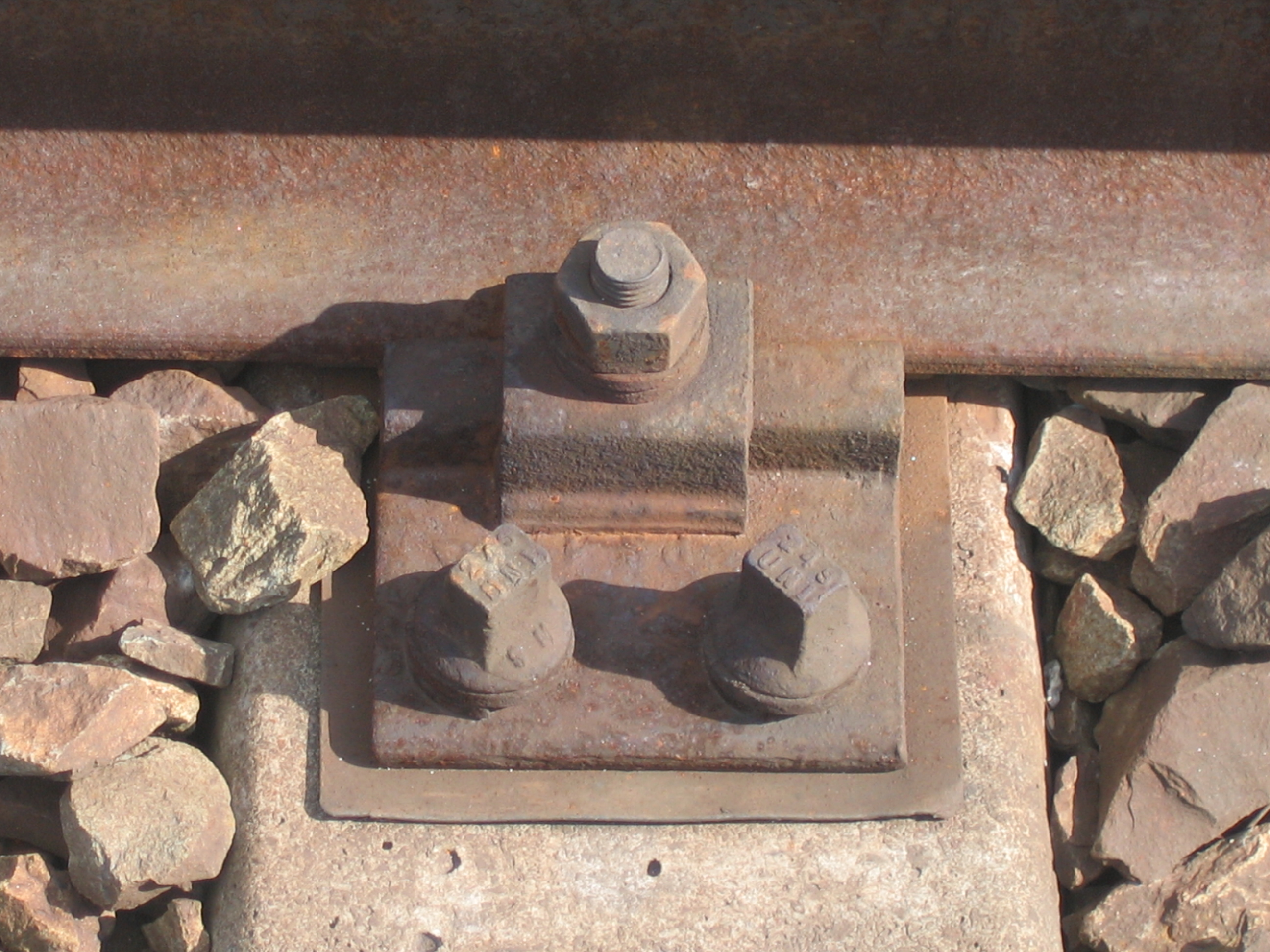
Conexión entre carril y traviesa:

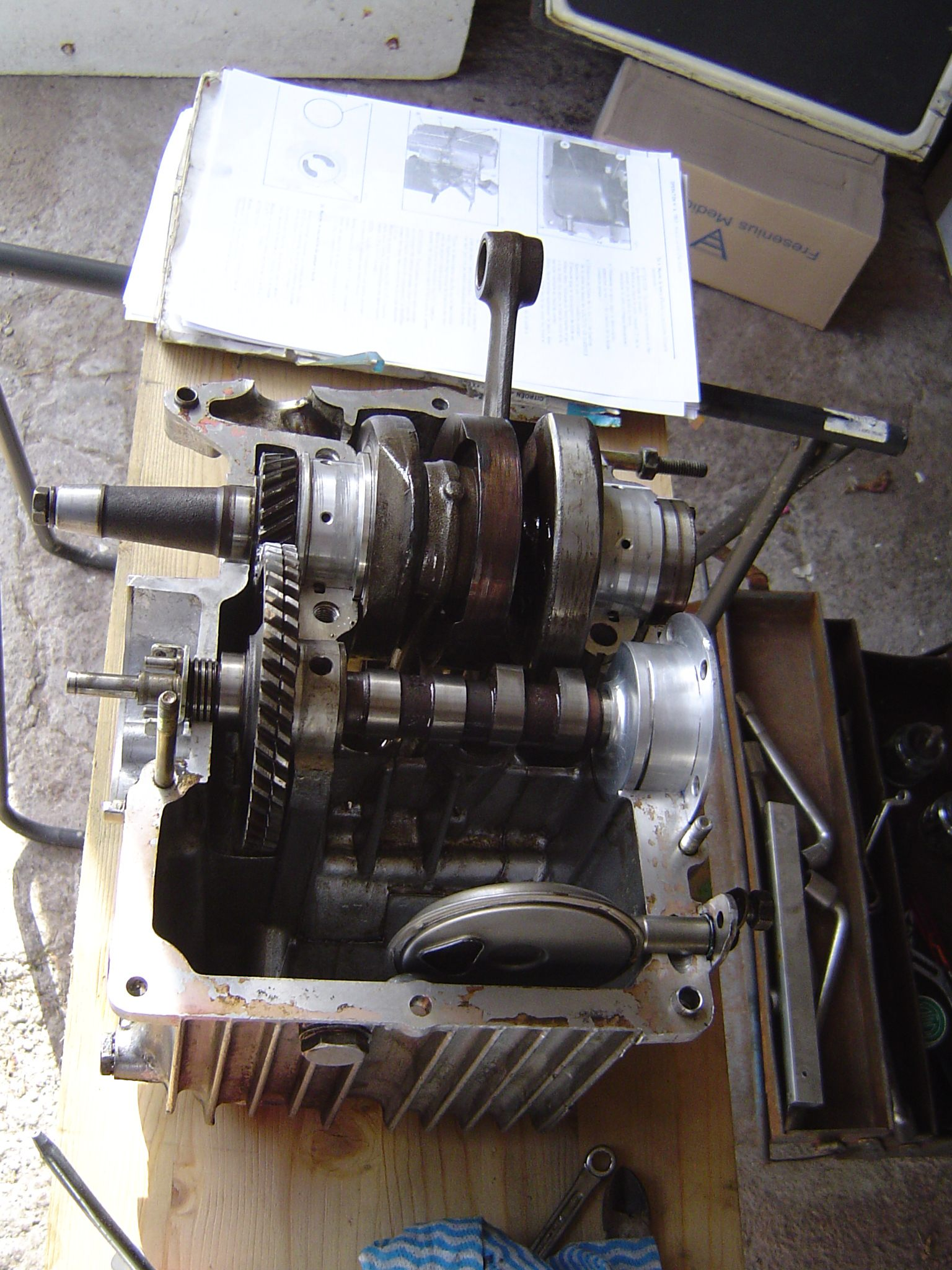
Cierre de forma en un motor Citroën.

La tecnología de unión se utiliza en cualquier tipo de unión mecánica o unión de dos o más elementos: típicamente dos partes físicas y un elemento de unión. Los sistemas de unión mecánica permiten formar un conjunto de varias piezas utilizando las piezas individuales y los elementos de unión correspondientes. Hay conjuntos fijos y conjuntos extraíbles.
La mayoría de los utensilios más comunes (herramientas, muebles, armas, ropa, calzado, vehículos, ...) están formados por conjuntos de piezas.  El estudio de las uniones mecánicas es fundamental para asegurar el correcto funcionamiento de los conjuntos mencionados. ”. 

## Tipos de acoplamientos

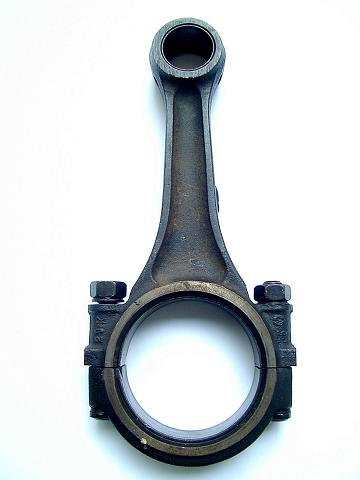
Biela de un motor Volkswagen.

### Materiales metálicos
- Unión remachada [4]
- Unión atornillada [5]
- Articulación de pasador
- Juntas plegadas: Junta plegada de chapa metálica
- Uniones soldadas [6]
  - Soldadura
  - Soldadura
  - Soldadura por puntos

### Uniones con "clavos"
Hay varios tipos de uniones usando clavos entre piezas de madera (natural o procesada), entre materiales con efectos similares a las juntas (por ejemplo, placas de espuma plástica) y entre materiales combinados. Si las piezas a unir incluyen (además de madera) metales, materiales cerámicos o polímeros, las uniones pueden ser más elaboradas.

#### Articulaciones
Uniones de dos piezas de madera. Un encaje determina la forma de los extremos de las dos piezas de madera que se van a unir. A continuación se enumeran algunas de las articulaciones tradicionales:
- junta de cola de milano
- técnica pocket-hole
- unión con galleta [7]
- clavija (carpintería) [8] [9]
- lengüeta y ranura
- Unión a tope en violines tradicionales [10] [11]
- Unión biselada ; pe dos piezas de madera contrachapada [12]

#### Elementos de unión
- anclaje
- clavos

- - cobre [13]
  - bronce, latón, aluminio y otros [14]
  - hierro [15]

- tornillos
  - tornillo autorroscante
  - perno (sujeción)
- grapas [16]
- insertos roscados
- pegamentos y adhesivos
- hembra y macho (reunión forzada)

#### Herramientas con mango de madera
A menudo el mango queda encajado y forzado. A veces con un achicador tipo delgado o similar.
- Martillos
- ejes
- guadaña
- cincel
- avión
- azuelas

## Otros
- barriles (duelas y aros de metal)

### Polímeros
- Pegamentos y adhesivos

### Materiales flexibles

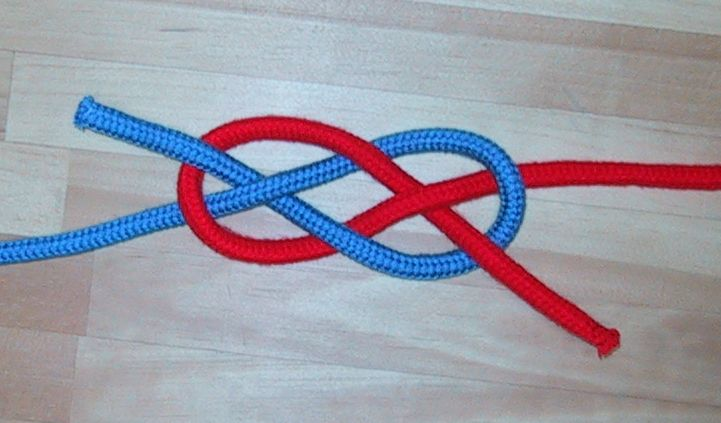
Nudos

- nudos

- barcos cosidos

- cuerdas

### Autouniones

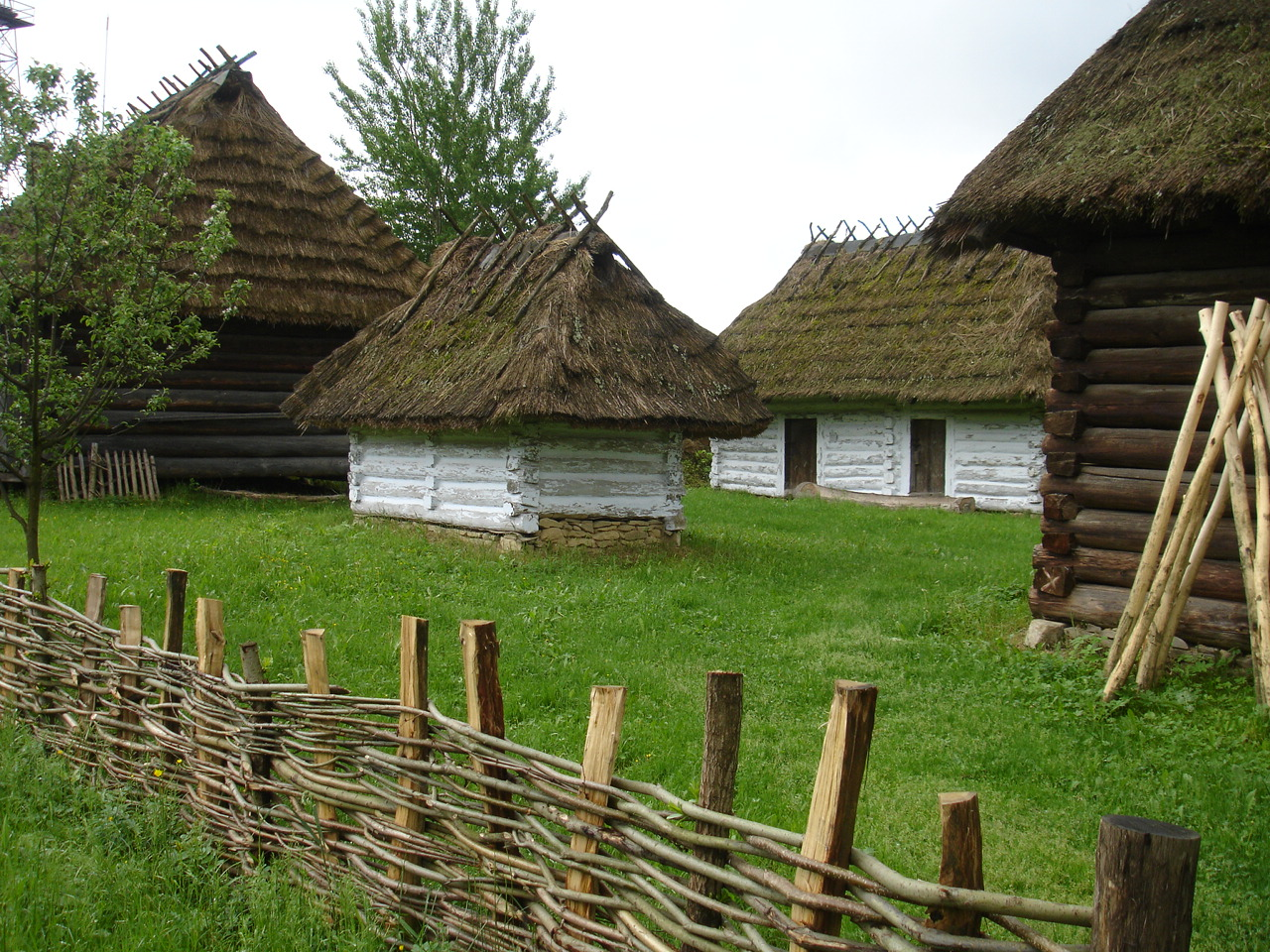
Valla de madera

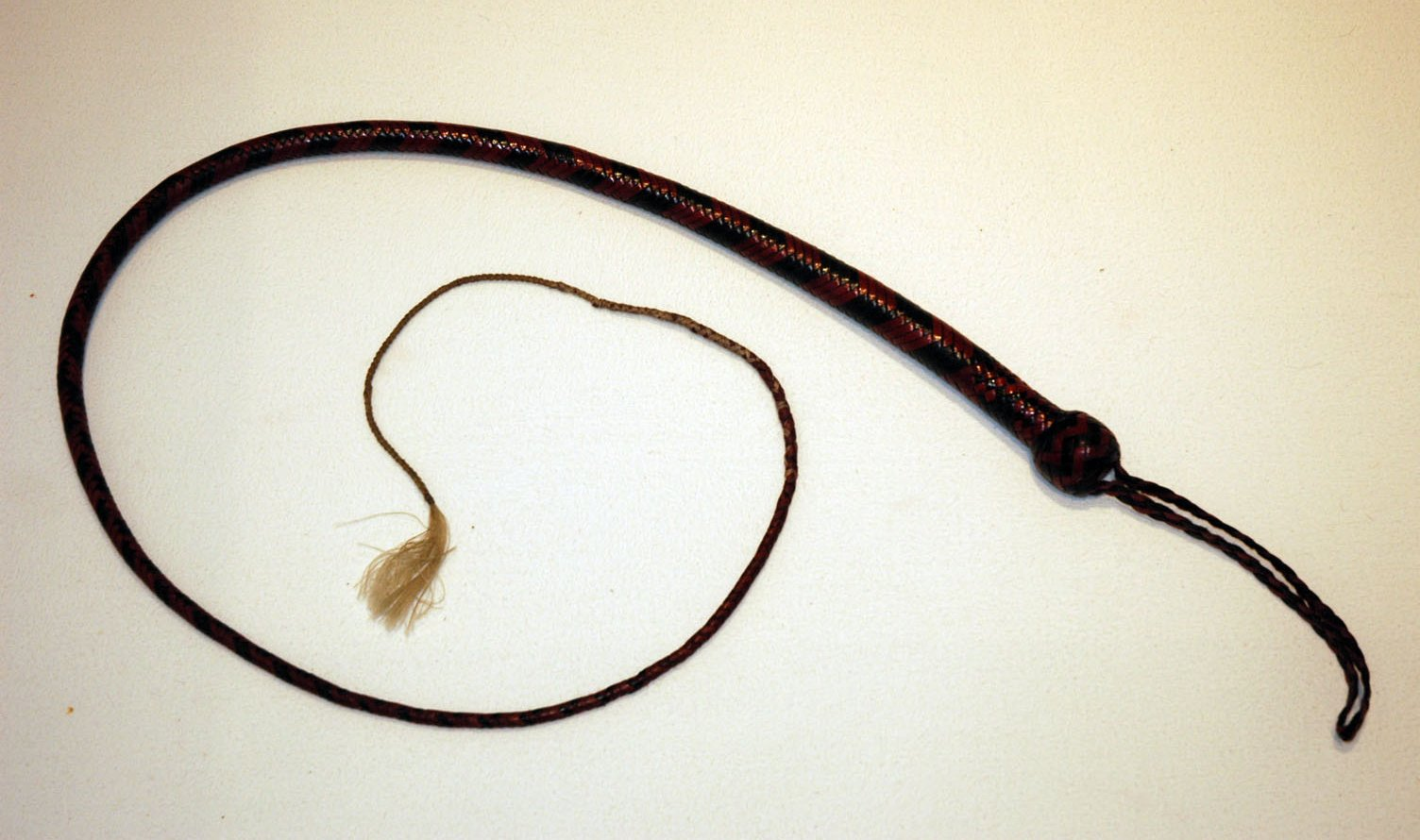
coleta trenzada

Algunos artículos manufacturados se fabrican a partir de una materia prima mediante autouniones, es decir: uniones sin utilizar otros materiales de unión.
- cestería
- esteras de caña
- tejidos
- fieltro
- tejidos de punto
- cuero trenzado
  - Por ejemplo: en un látigo de cuero trenzado, [17] todas las uniones se realizan sin ningún tipo de hilo de coser o adhesivo.
- redes de pesca
- redes metálicas

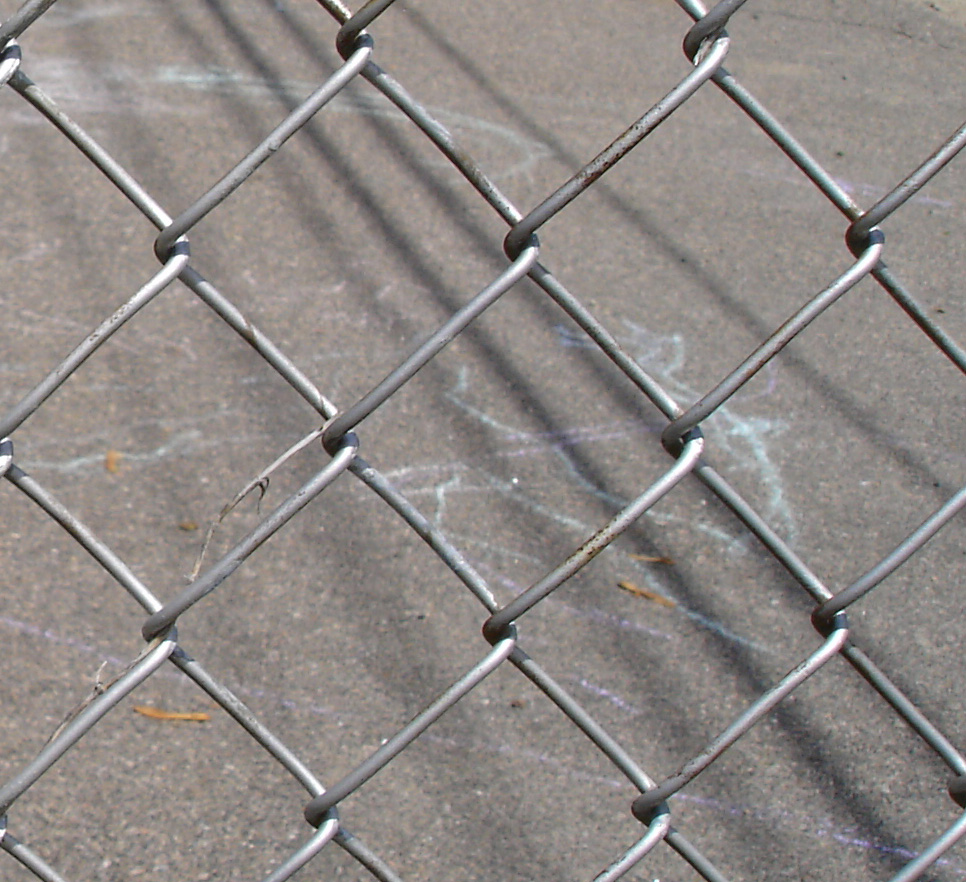
Cercado de alambre de cadena
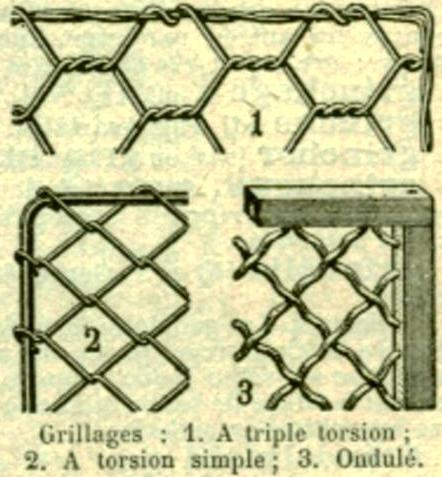
Los diferentes tipos de tinto: 1 triple, 2 simples, 3 onduladas (Claude Augé:Larousse universal, 1922)
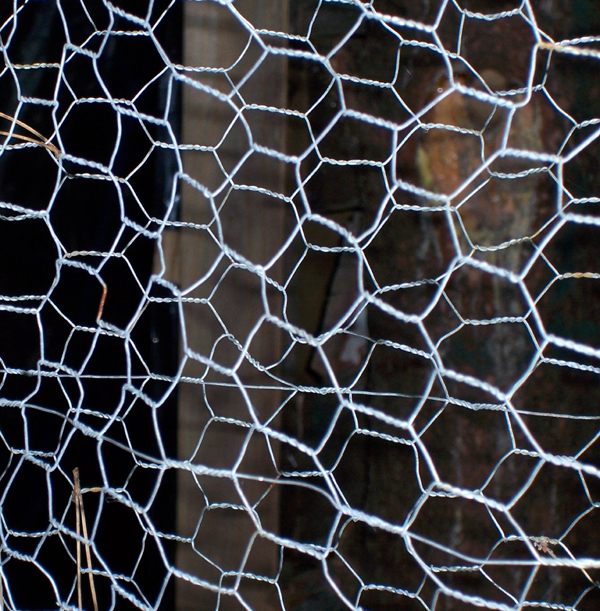
"Jaulas metálicas hexagonales para aves de corral

## Ejemplos históricos

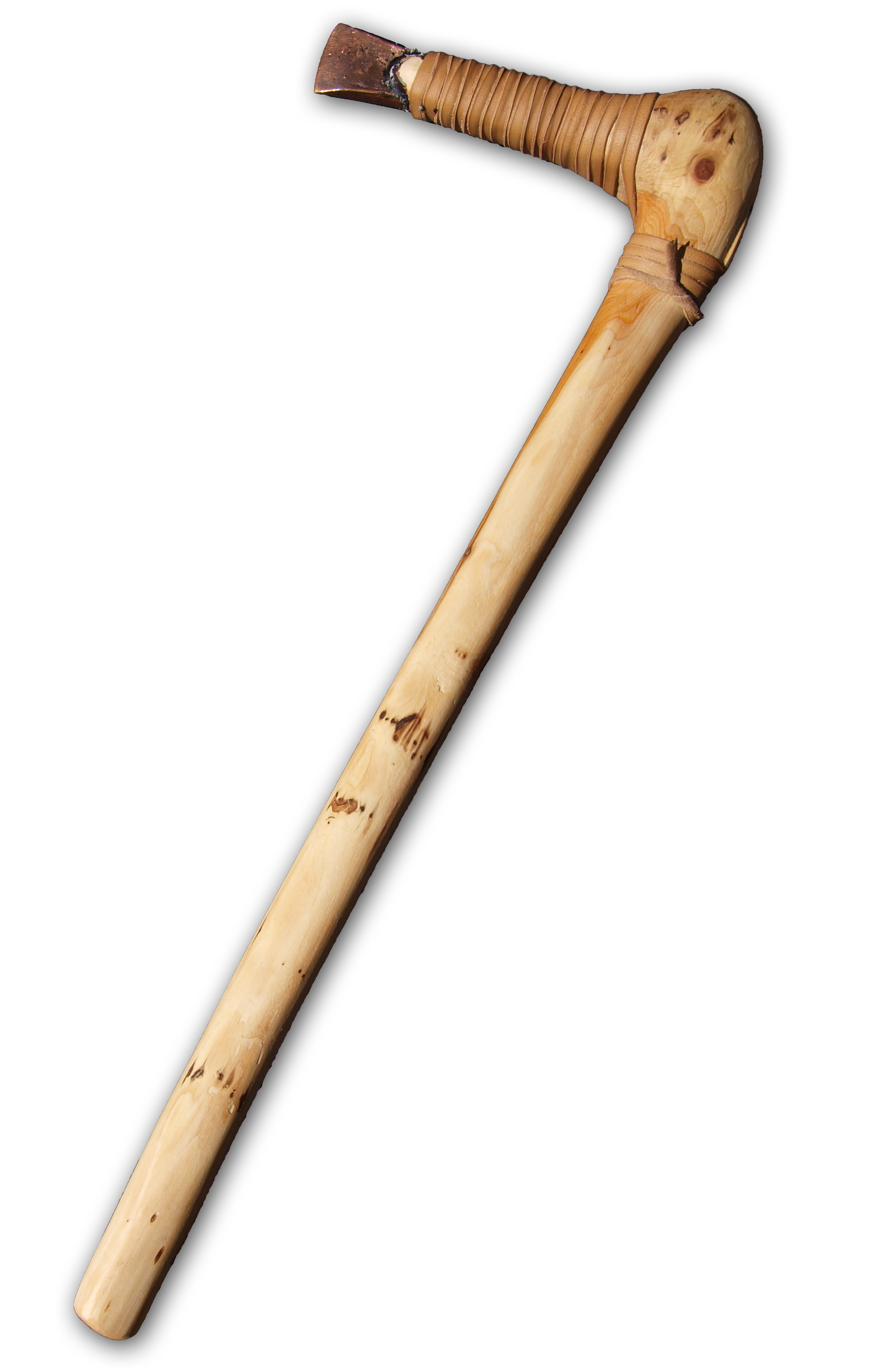
Reconstrucción del hacha de Ötzi con punta de cobre pulida

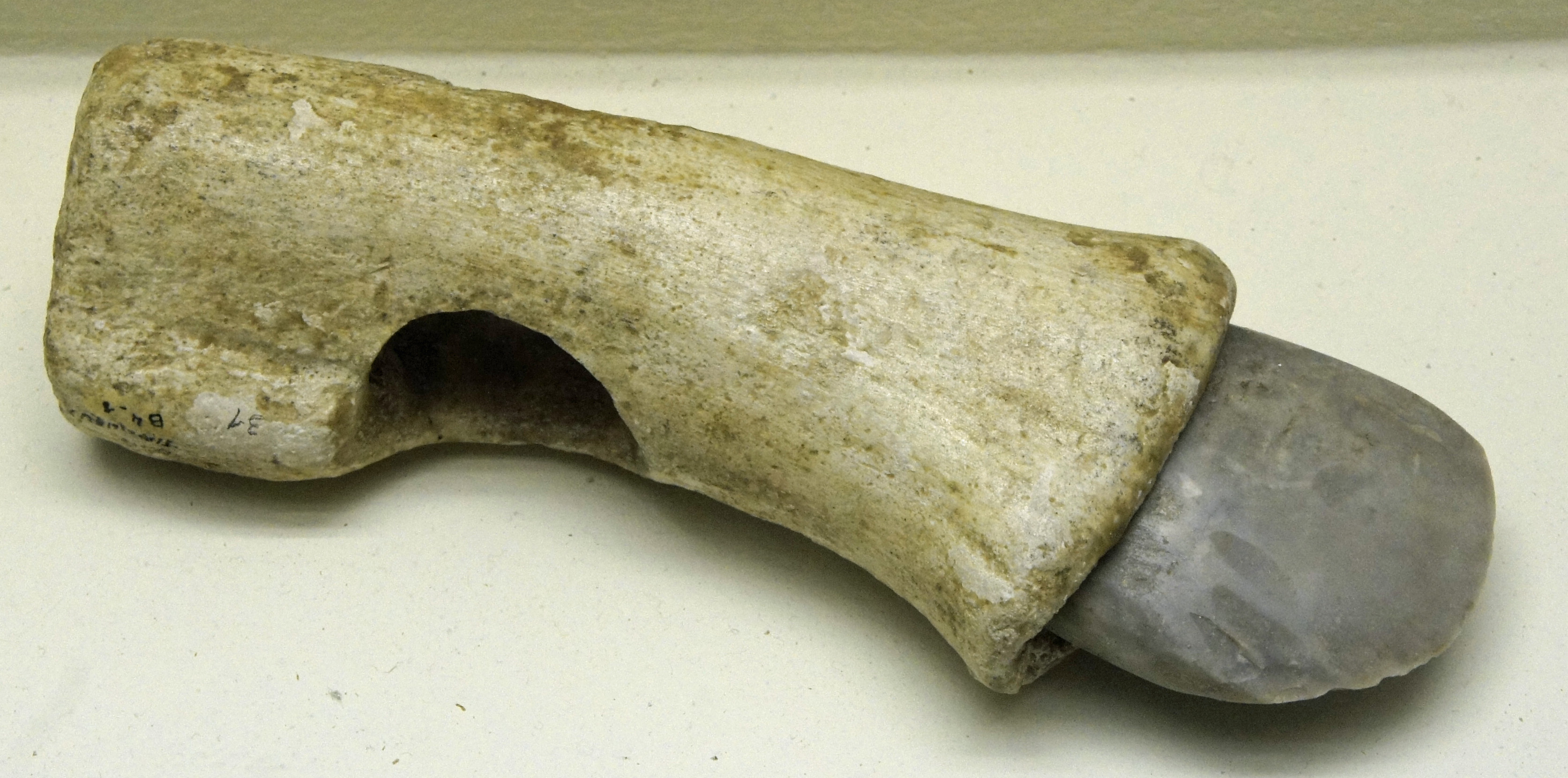
Hacha de sílex en soporte de asta de ciervo.

### Neolítico
La sustitución de herramientas de piedra tallada por herramientas de piedra pulida no es la innovación más importante, aunque sí la que da nombre al periodo. La diversificación de las tareas a realizar (talar árboles, sembrar semillas, recoger los cereales, gran parte del grano...) explica que los primeros agricultores tuvieran que crear nuevas herramientas específicas para cada función. La mayoría de los utensilios estaban hechos de pedernal con mango de madera, otros estaban hechos de hueso y cuerno de animal. Fabricaban cerámica para almacenar alimentos, tejidos para vestir con lana y lino, instrumentos musicales...
El acoplamiento de caja y mecha se utilizaba para unir las tablas de los antiguos barcos griegos con doble caja y falsa mecha. Este conjunto se fijó con una clavija de madera en cada lado.  El sistema de construcción de los grandes navíos de la antigüedad (el encadenamiento con fiador de las placas de revestimiento) era de origen fenicio. Los romanos las llamaban «cadenas fenicias» («coagmenta punicana», en plural latín). 

### Edad de Bronce

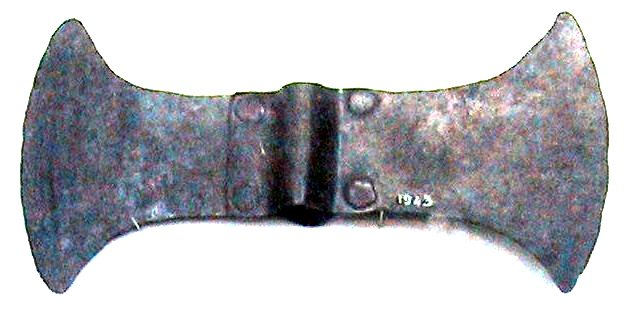
Hacha de bronce de las tumbas de Messara. Dos piezas remachadas.

### Fenicios y cartagineses

Principio de acoplamiento de los tablones de los antiguos barcos griegos con doble caja y falsa mecha

El acoplamiento de caja y espiga se utilizaba para unir las tablas de los antiguos barcos griegos con doble caja y falsa mecha. Este conjunto se fijó con una clavija de madera en cada lado. El sistema de construcción de los grandes navíos de la antigüedad (el encadenamiento con fiador de las placas de revestimiento) era de origen fenicio. Los romanos las llamaban «cadenas fenicias» («coagmenta punicana», en plural latín). 

### Antiguo Egipto
Las imágenes muestran tres conjuntos de materiales que representan tres uniones mecánicas y los elementos de unión correspondientes. El primer ejemplo, un barco solar, recuerda las uniones cosidas de las piezas de madera que forman el casco del barco. En este caso particular las uniones fueron reforzadas con herrajes de caja y mecha. El segundo ejemplo es el de las ruedas de un carro de guerra. El botón de una rueda estaba formado por la unión de los seis "vértices" de seis piezas de madera -cada una doblada en un ángulo- de modo que cada radio estaba formado por la unión de dos brazos de piezas angulares contiguas. El tercer ejemplo está basado en la máscara funeraria de Tutankamón y muestra un tipo de soldadura suave para metales.

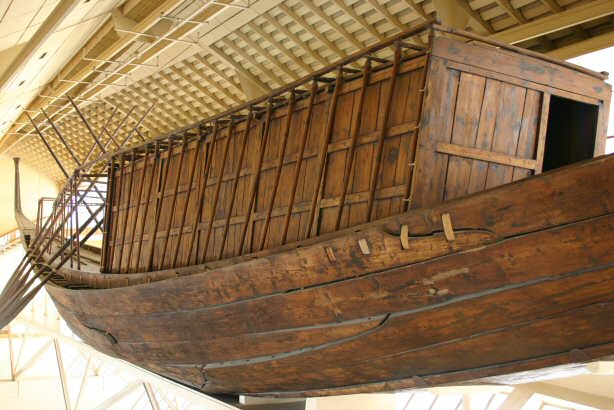
Barco solar Keops
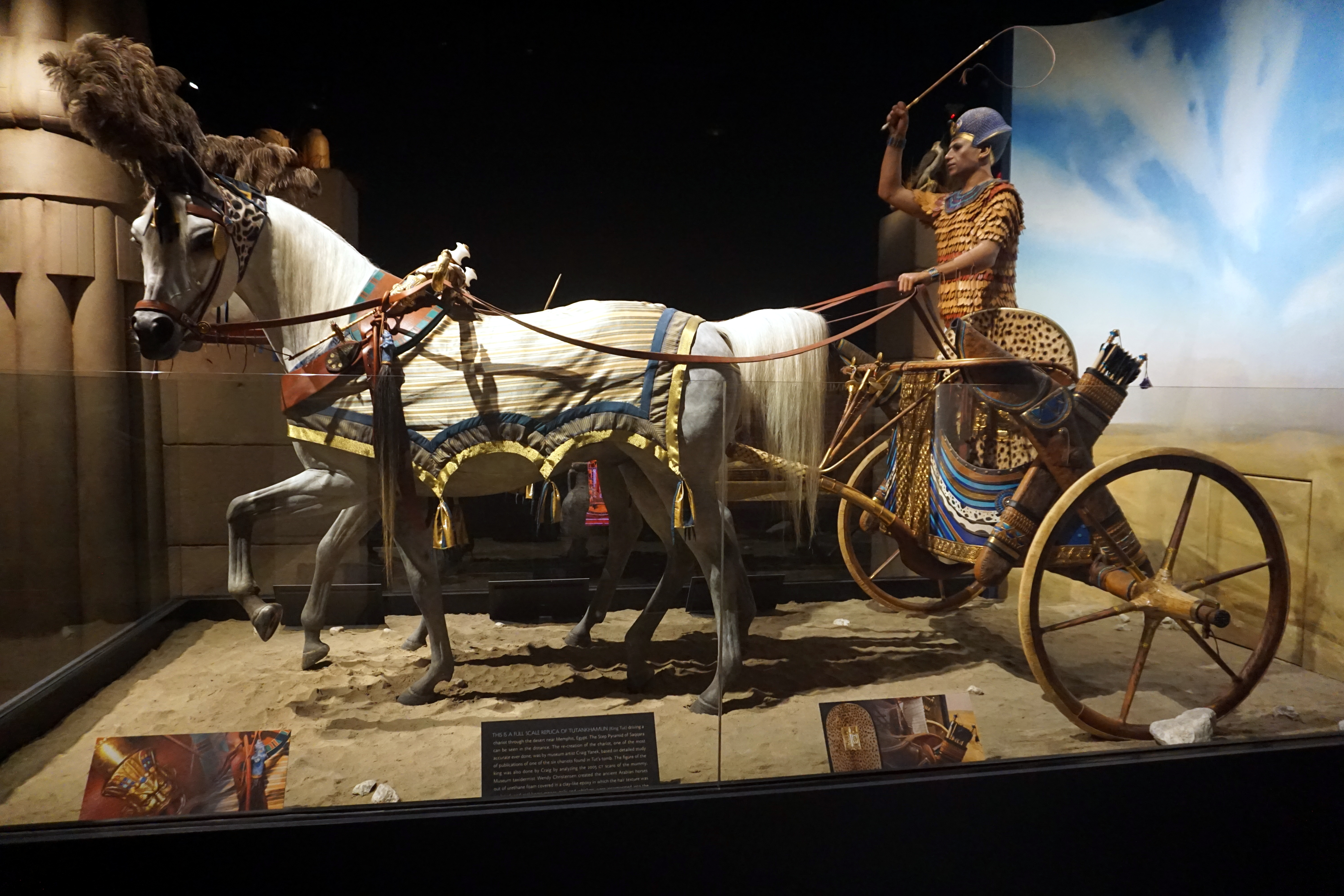
Copia de un carro de guerra.
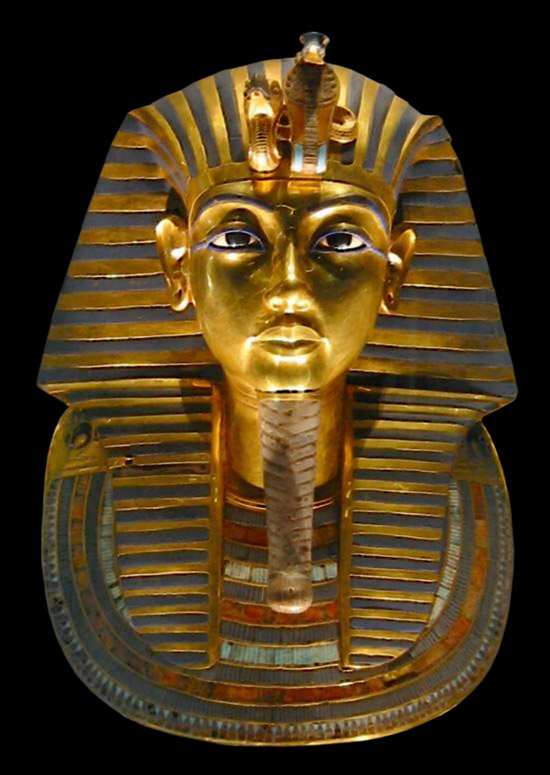
Máscara de Tutankamon con barba soldada.
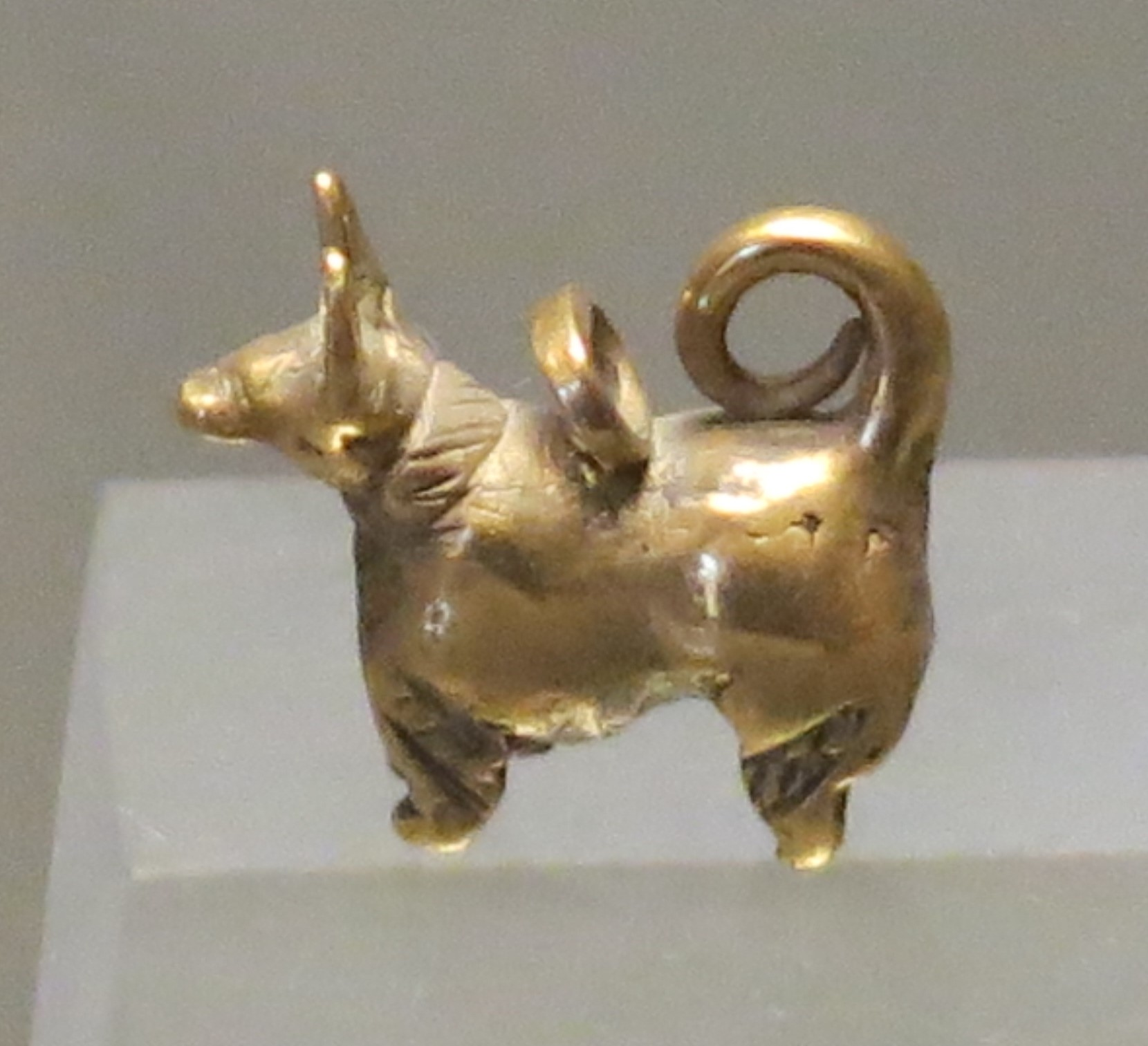
Pequeño perro bélièrecon anillo soldado.

### Grecia antigua
La cultura griega clásica ofrece numerosos ejemplos de conjuntos formados por piezas unidas mecánicamente. Los siguientes conjuntos se presentan aleatoriamente: una lanza hoplita, un escudo hoplita, un sistema mecánico para carreras de carros,  el mecanismo de Antikythera y máquinas de guerra en general. 

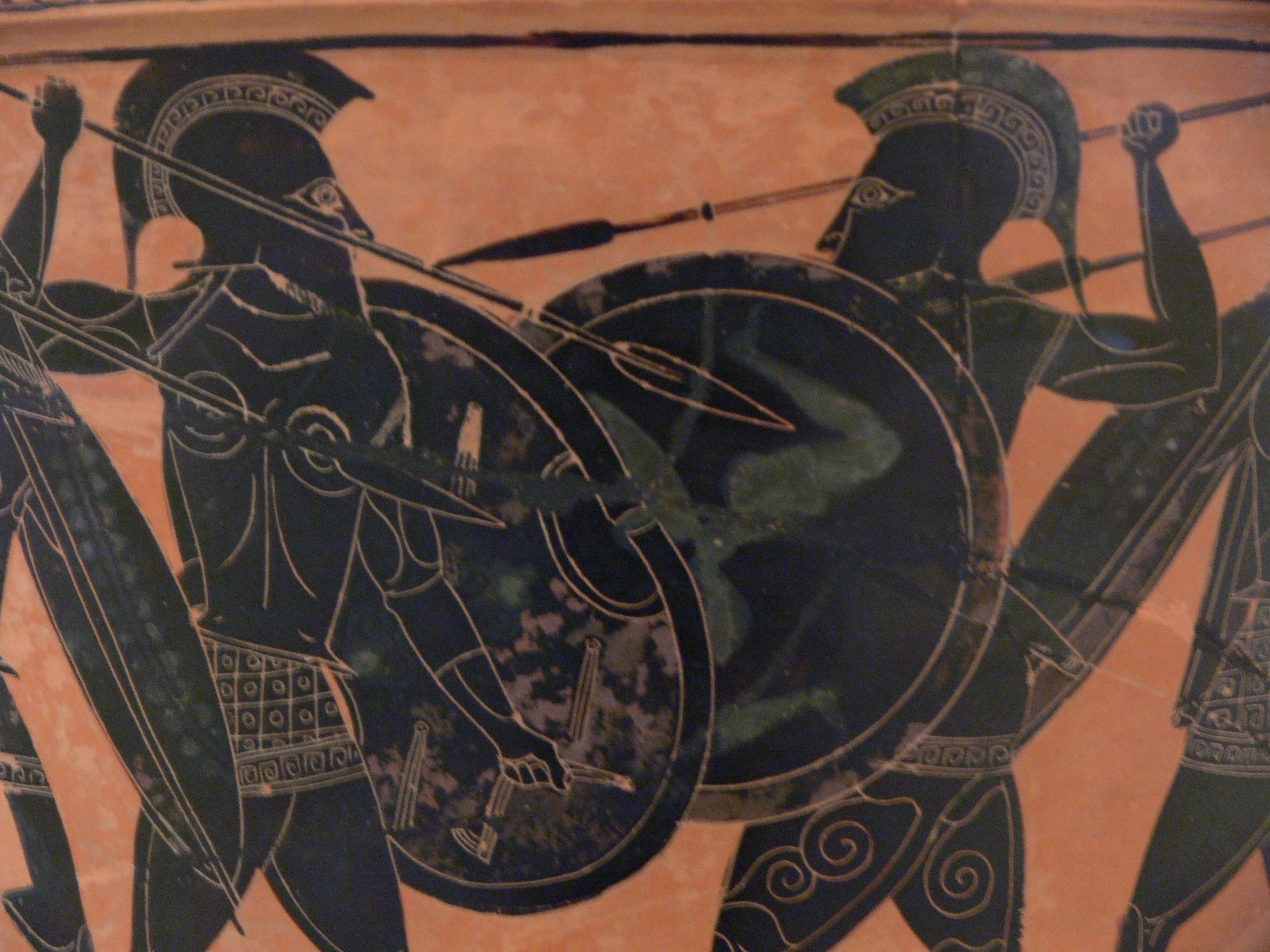
Figura 1. Dos hoplitas luchando con sus lanzas.
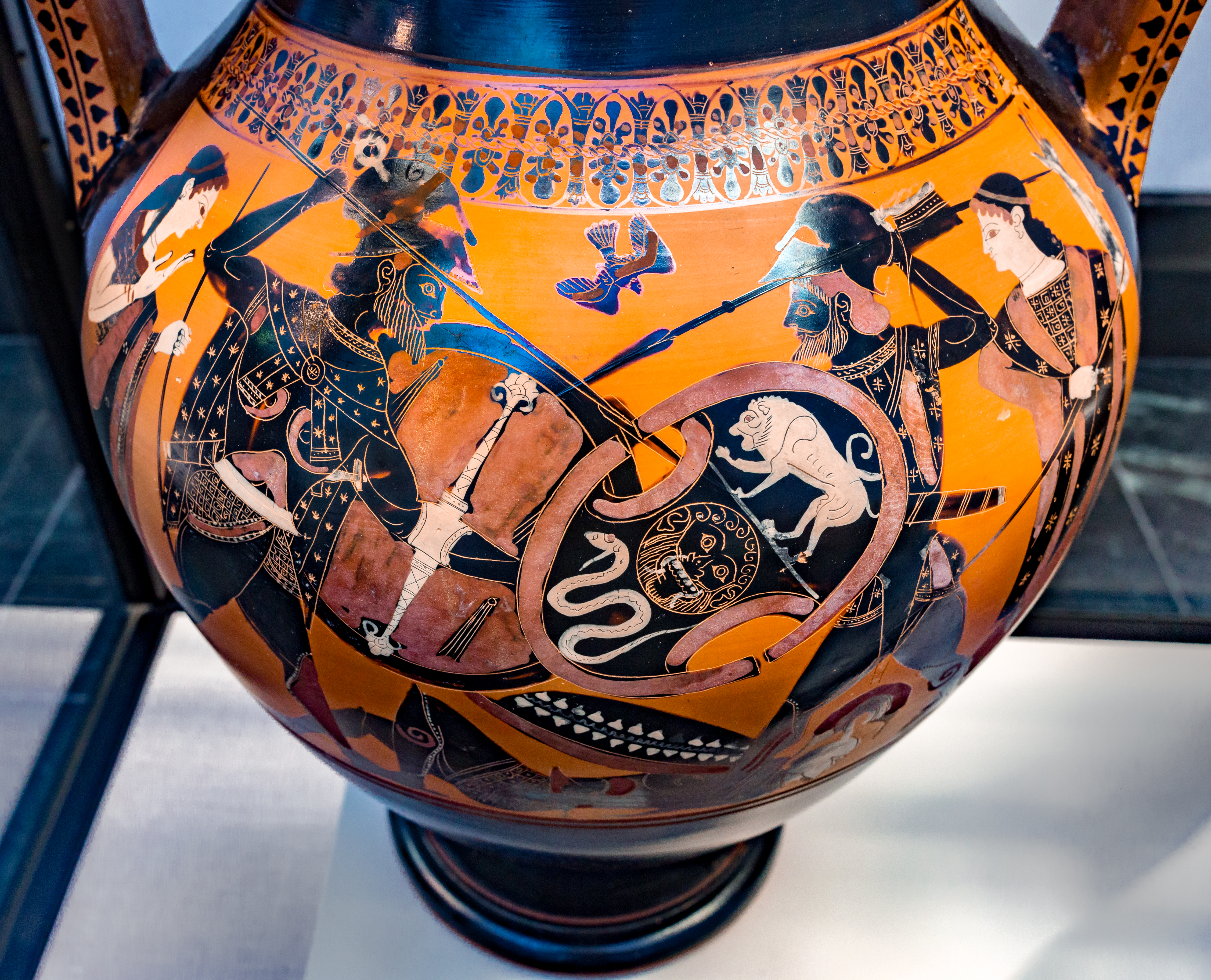
Figura 2. Combate entre dos hoplitas mostrando el sistema de colgarse y agarrar el escudo.
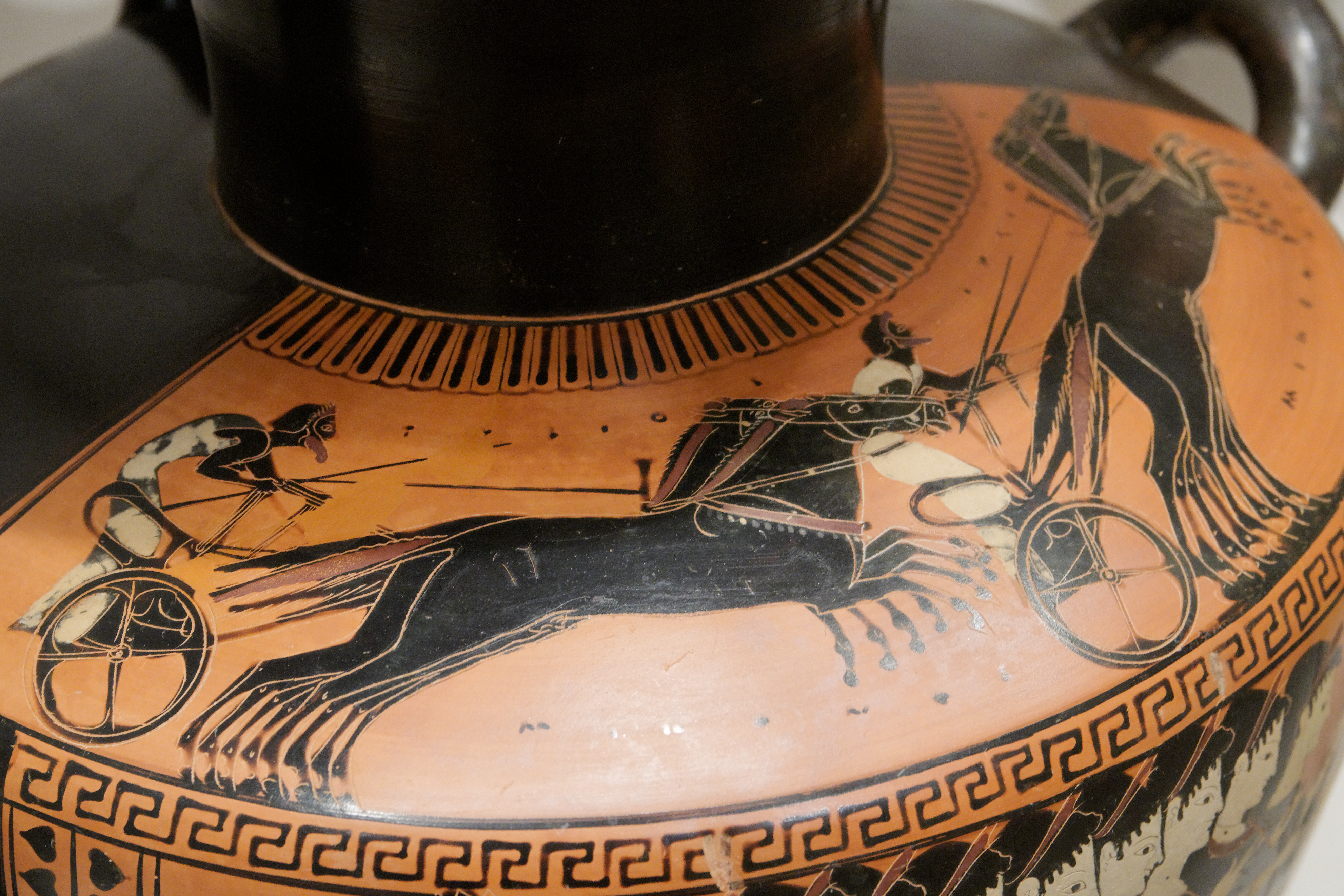
Figura 3. Carreras de carros
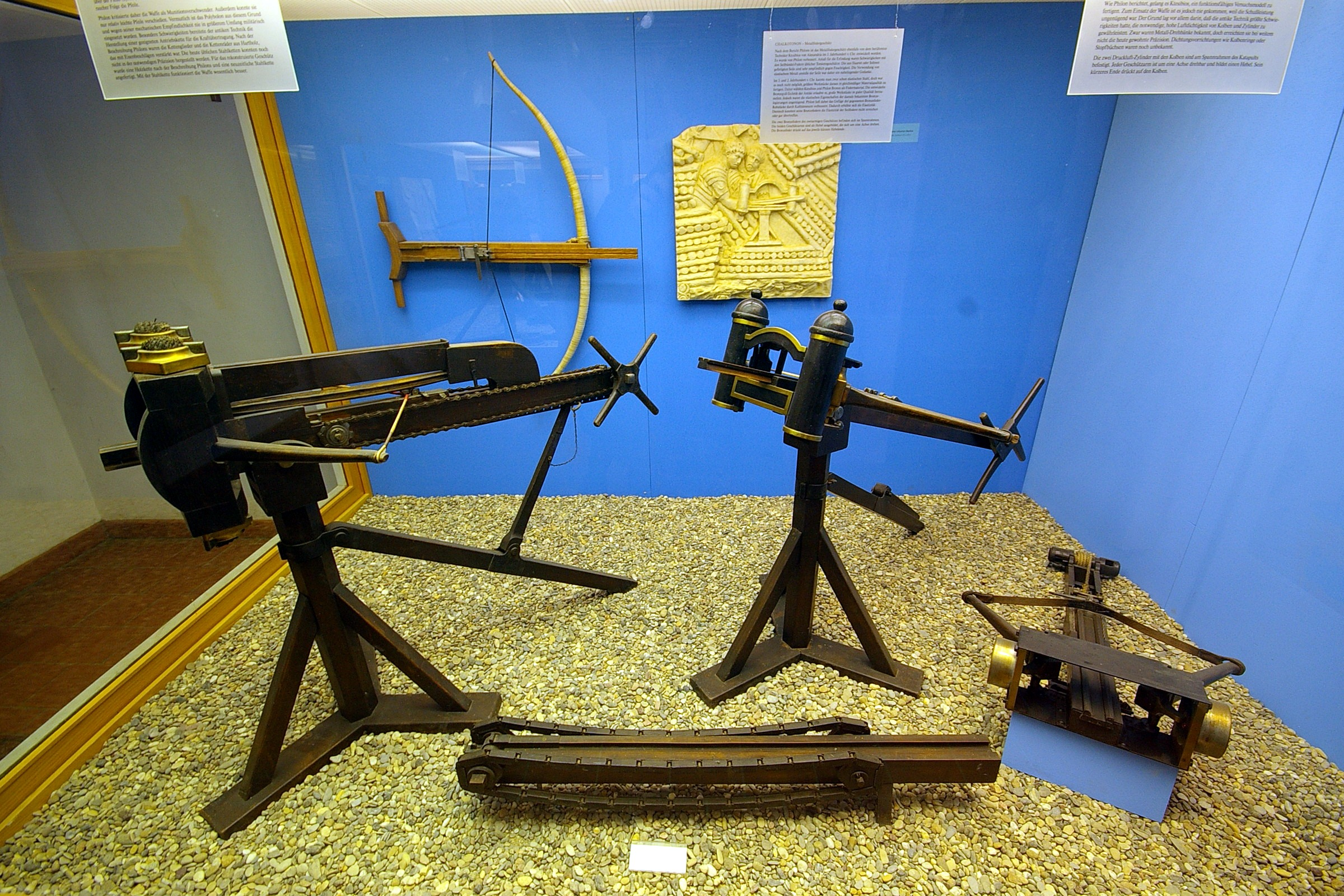
Figura 4. Reproducciones de antiguas máquinas de guerra griegas o romanas.

En la figura 1 se puede ver una lanza griega formada por tres partes: la punta (de bronce o acero), el asta (de fresno o madera similar) y el asta (de bronce o acero). Este conjunto implica dos uniones.

### Era vikinga
Los barcos de los vikingos, los drakkars, tenían (casi todos) el casco de tingladillo.
El sistema de listones yuxtapuestos fue el más popular en la costa mediterránea. Los barcos, bueyes, jaurías y navíos de gran puerto tenían naves según esta disposición. El método de lata entrelazada (en el que cada lata se superpone a la lata inferior) era típico de las costas atlánticas. Un ejemplo serían los barcos de los vikingos, los drakkars. El método de coser las latas se siguió en varias partes del mundo, con ejemplos en los países nórdicos y en las costas del Océano Índico.

La unión de dos tablones en un drakkar se aseguraba mediante remaches de hierro (o clavos con una cúpula en el exterior y una punta doblada en el interior). La estanqueidad se consiguió con musgo o lana impregnada con resina o cola.

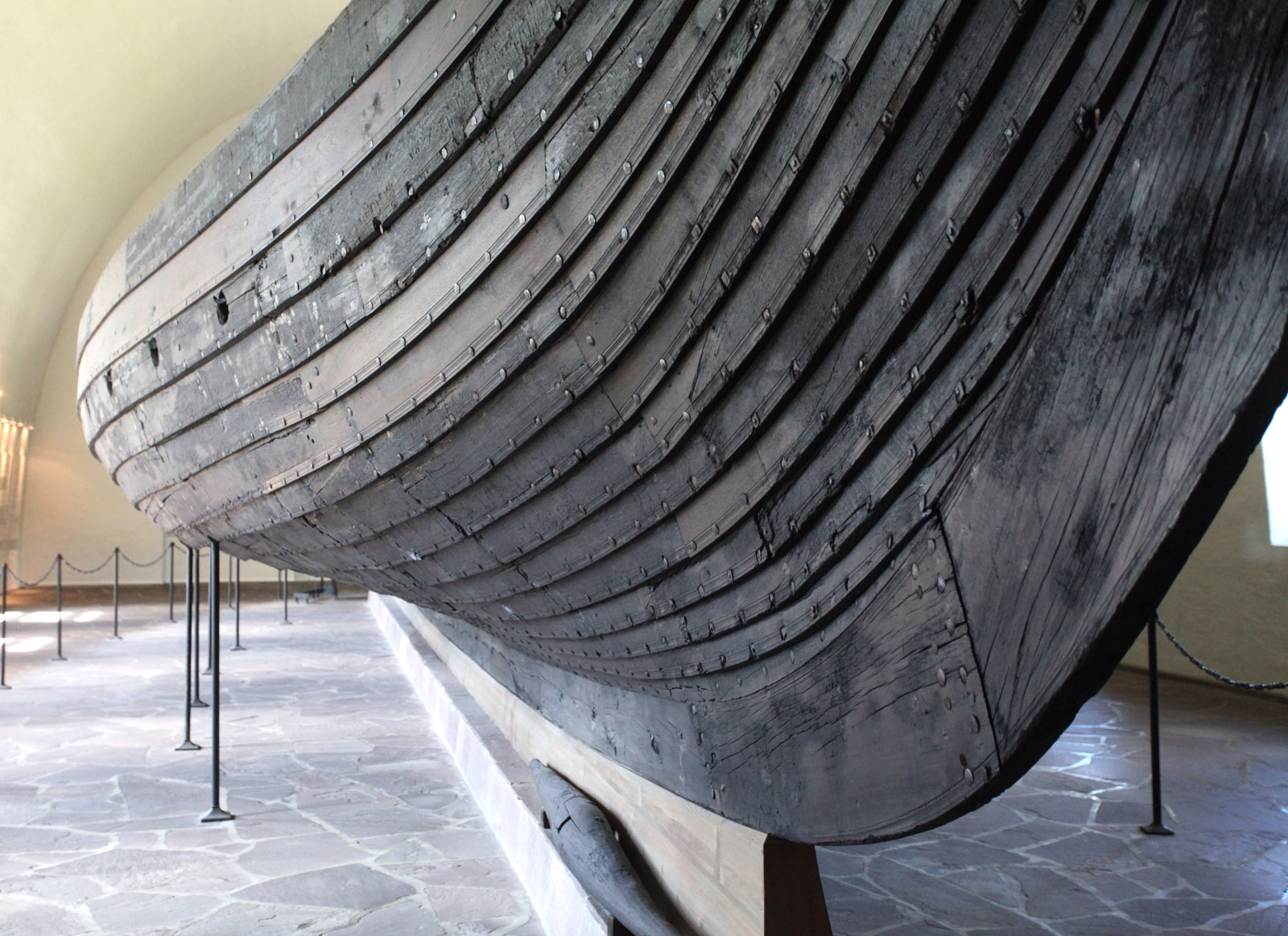

## Patentes
Desde aproximadamente el siglo XV las tecnologías de unión han sido objeto de patentes y acciones similares. A continuación hay una pequeña muestra aleatoria, organizada cronológicamente. Las patentes enumeradas incluyen herramientas de montaje para montar o unir piezas. 
- 1891 La empresa sueca Bahco atribuye un diseño mejorado, en 1891 o 1892, al inventor sueco Johan Petter Johansson quien en 1892 recibió una patente .[26]
- Tornillos Allen 1909.[27]
- Remaches ciegos 1944.[28]
- Tornillos Pozidriv 1981.[29]